# Elthusa foveolata
Elthusa foveolata är en kräftdjursart som först beskrevs av Hansen 1897.  Elthusa foveolata ingår i släktet Elthusa och familjen Cymothoidae. Inga underarter finns listade i Catalogue of Life.